# Unterrabnitz-Schwendgraben
Unterrabnitz-Schwendgraben (ungarisch Alsórámóc-Répcefő, kroatisch Dolnji Ramac) ist eine Gemeinde im Bezirk Oberpullendorf im Burgenland in Österreich.

## Geografie

### Geografische Lage

Panoramabild der Katastralgemeinde Unterrabnitz der Gemeinde Unterrabnitz-Schwendgraben

Die Gemeinde liegt an der Rabnitz an den Ausläufern der Buckligen Welt im Mittelburgenland und befindet sich auf einer Seehöhe von 314 m im Talboden bis etwa 470 m Seehöhe. Das Gemeindegebiet hat eine Fläche von 13,93 km², davon sind rund zwei Drittel Wald und 27 Prozent landwirtschaftliche Nutzfläche.

### Gemeindegliederung
Das Gemeindegebiet umfasst folgende zwei Ortschaften (in Klammern Einwohnerzahl Stand 1. Jänner 2024):
- Schwendgraben (135)
- Unterrabnitz (497)

Die Gemeinde besteht aus den Katastralgemeinden Schwendgraben und Unterrabnitz.

### Nachbargemeinden
|             | Draßmarkt                                   |             |
| Pilgersdorf | Kompassrose, die auf Nachbargemeinden zeigt | Piringsdorf |
|             | Lockenhaus                                  |             |

## Geschichte

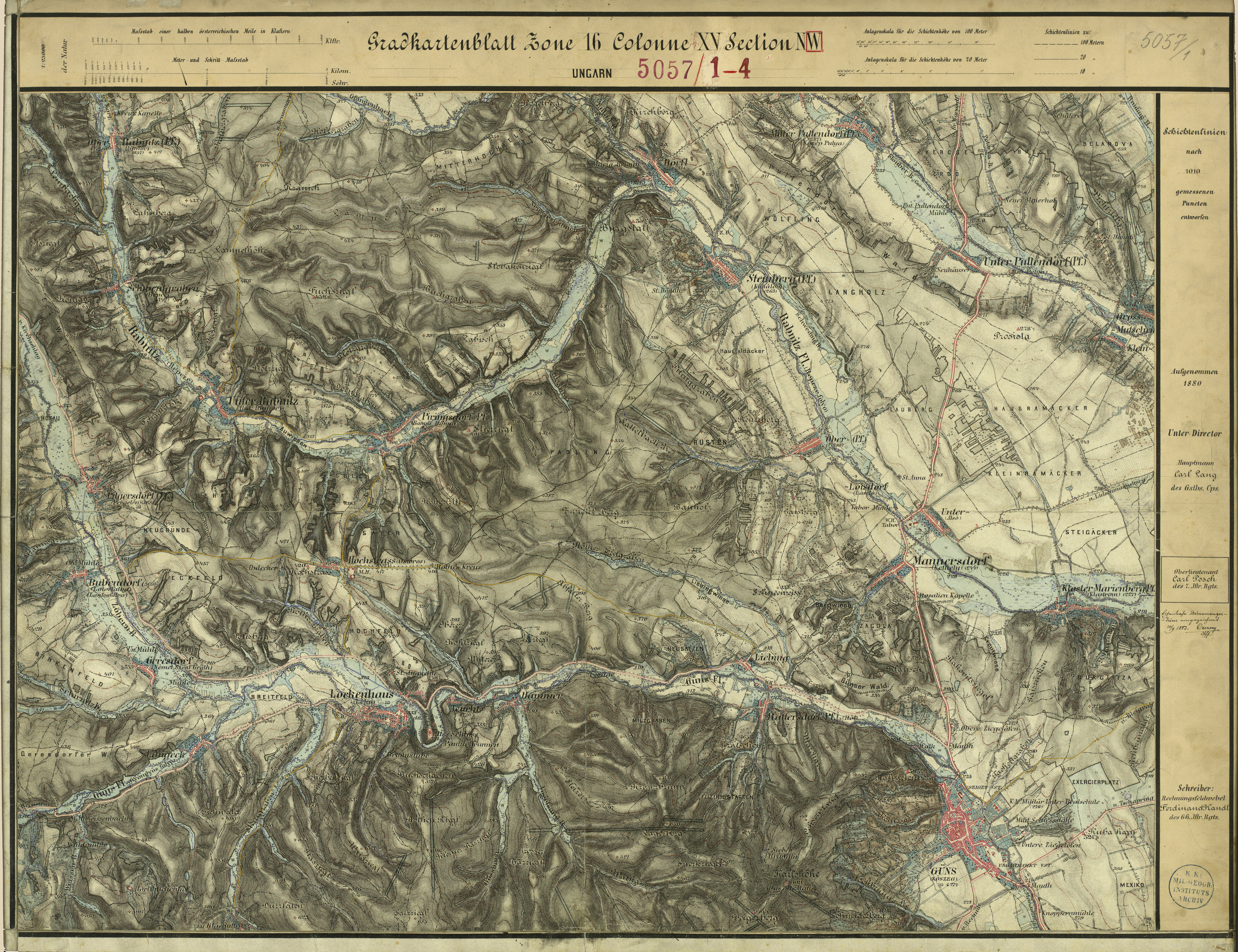
Unterrabnitz (links oben) um 1880 (Aufnahmeblatt der Landesaufnahme)

Vor Christi Geburt war das Gebiet Teil des keltischen Königreiches Noricum und gehörte zur Umgebung der keltischen Höhensiedlung Burg auf dem Schwarzenbacher Burgberg.
Später unter den Römern lagen die heutigen Orte Schwendgraben und Unterrabnitz in der Provinz Pannonia.
Der Ort gehörte wie das gesamte Burgenland bis 1920/21 zu Ungarn. Der Ort gehört seit 1921 zum neu gegründeten Bundesland Burgenland (siehe auch Geschichte des Burgenlandes). 1971 kam es zur Bildung der Großgemeinde Piringsdorf-Unterrabnitz-Schwendgraben, die 1991 wieder aufgelöst wurde.

## Kultur und Sehenswürdigkeiten

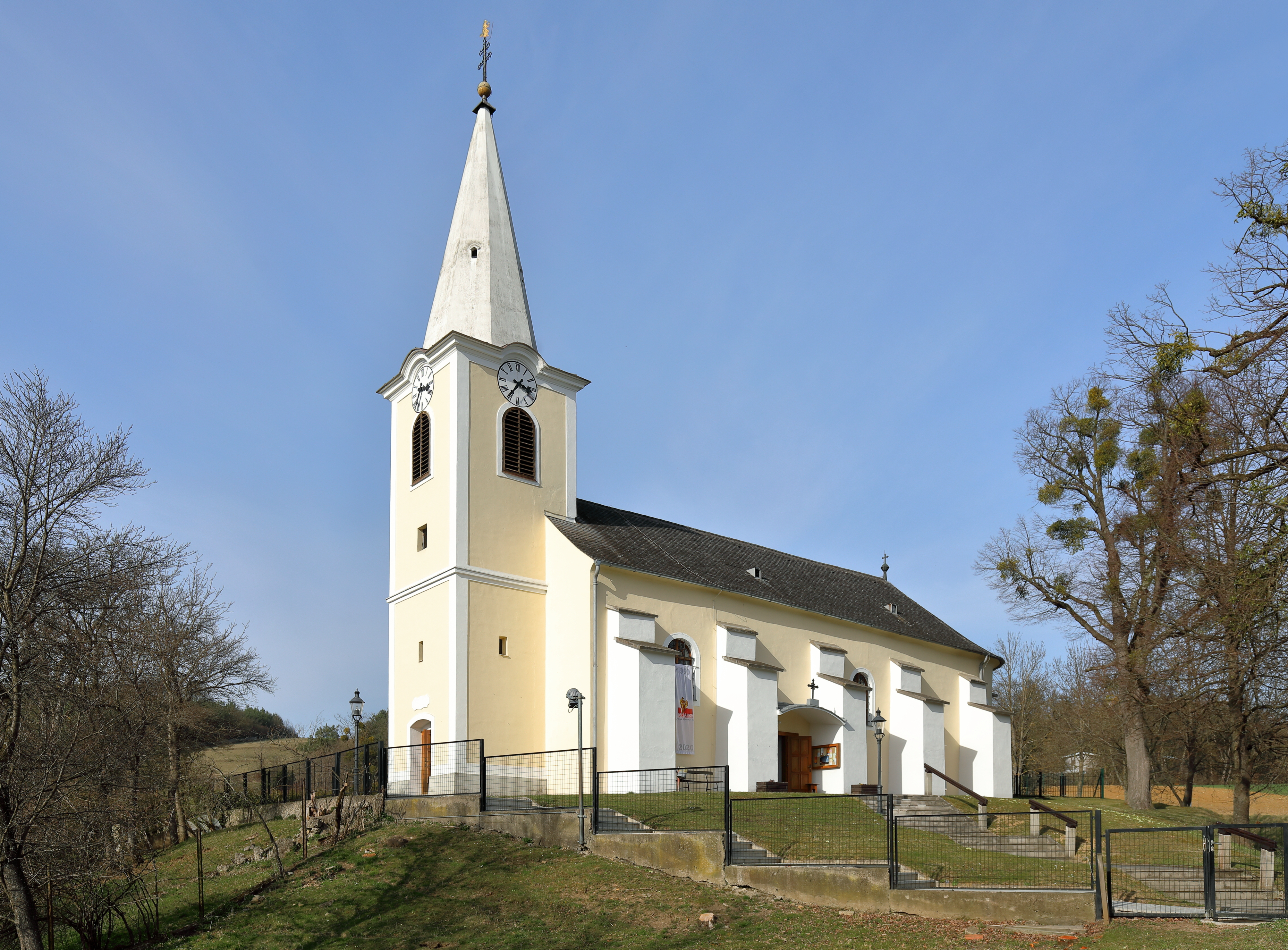
Pfarrkirche Unterrabnitz

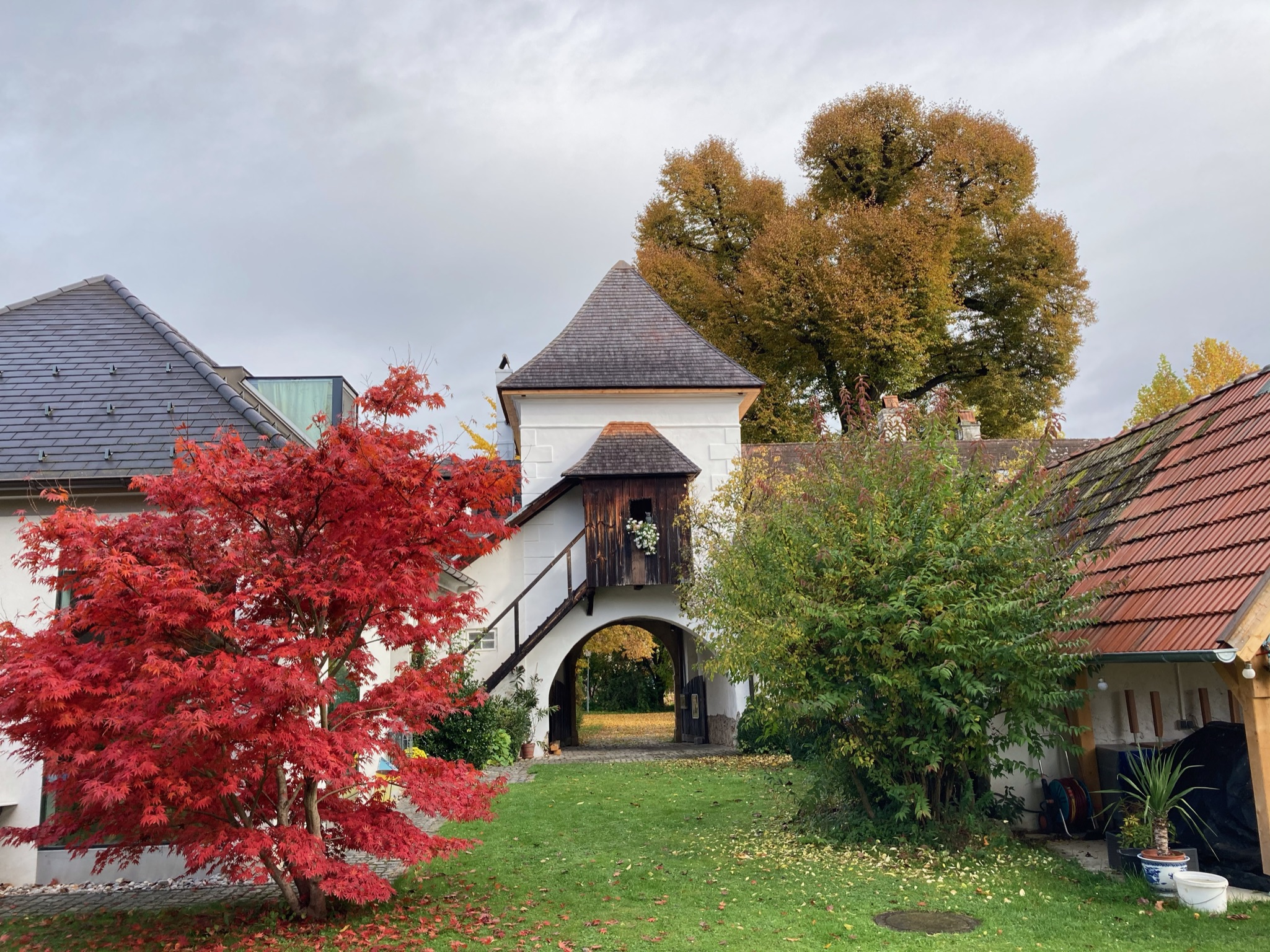
Kastell

- Katholische Pfarrkirche Unterrabnitz Hll. Peter und Paul
- Kastell in Unterrabnitz
- Freilichtmuseum Frühmittelalterdorf Unterrabnitz: Das Freilichtmuseum vermittelt das Leben aus der Zeit um 500 bis 1000 nach Christus.
- Rabnitztaler Malerwochen

## Politik

### Gemeinderat
Der Gemeinderat umfasst aufgrund der Anzahl der Wahlberechtigten insgesamt 13 Mitglieder.
| Partei          | 2022    | 2022    | 2022    | 2017    | 2017    | 2017    | 2012    | 2012    | 2012    | 2007    | 2007    | 2007    | 2002    | 2002    | 2002    | 1997    | 1997    | 1997    |
| Partei          | Sti.    | %       | M.      | Sti.    | %       | M.      | Sti.    | %       | M.      | Sti.    | %       | M.      | Sti.    | %       | M.      | Sti.    | %       | M.      |
| --------------- | ------- | ------- | ------- | ------- | ------- | ------- | ------- | ------- | ------- | ------- | ------- | ------- | ------- | ------- | ------- | ------- | ------- | ------- |
| ÖVP             | 262     | 50,38   | 7       | 350     | 66,16   | 9       | 339     | 64,57   | 9       | 352     | 61,01   | 8       | 300     | 55,45   | 7       | 277     | 59,31   | 8       |
| SPÖ             | 258     | 49,62   | 6       | 179     | 33,84   | 4       | 186     | 35,43   | 4       | 225     | 38,99   | 5       | 241     | 44,55   | 6       | 190     | 40,69   | 5       |
| Wahlberechtigte | 625     | 625     | 625     | 624     | 624     | 624     | 643     | 643     | 643     | 656     | 656     | 656     | 630     | 630     | 630     | 561     | 561     | 561     |
| Wahlbeteiligung | 88,48 % | 88,48 % | 88,48 % | 90,06 % | 90,06 % | 90,06 % | 90,82 % | 90,82 % | 90,82 % | 91,62 % | 91,62 % | 91,62 % | 92,54 % | 92,54 % | 92,54 % | 92,51 % | 92,51 % | 92,51 % |

### Gemeindevorstand
Neben Bürgermeister Franz Haspel (ÖVP) und Vizebürgermeister Martin Maschler (ÖVP) gehört weiters die geschäftsführende Gemeinderätin Daniela Sturm (SPÖ) dem Gemeindevorstand an.
Rupert Schermann (ÖVP) wurde zum Umweltgemeinderat gewählt.
Zum Ortsvorsteher von Schwendgraben wurde Helmut Mandl ernannt.

### Bürgermeister
Derzeitiger Bürgermeister ist Franz Schiefer (SPÖ). Bis 2022 war Franz Haspel (ÖVP) Bürgermeister. Nach dem Rücktritt von Bürgermeister Wilhelm Heißenberger (ÖVP) wegen der Manipulation von Wahlkarten für die Landtagswahl mit 1. November 2010 übernahm vorerst Vizebürgermeister Johann Steinriegler (SPÖ) die Agenden des Bürgermeisters. Bei der außerordentlichen Bürgermeisterdirektwahl am 27. Februar 2011 trat Haspel als Kandidat der ÖVP an und konnte sich mit 59,9 % zu 40,1 % gegen Johann Steinriegler als Bürgermeister durchsetzen. Bei der Wahl vom 1. Oktober 2017 wurde Haspel mit 69,03 % in seinem Amt bestätigt. Sein Mitbewerber Thomas Schautz (SPÖ) bekam 30,97 % der Stimmen. Schautz verzichtete auf sein Gemeinderatsmandat.
Zum Vizebürgermeister wurde in der konstituierenden Sitzung des Gemeinderats Martin Maschler (ÖVP) gewählt.
Leiter des Gemeindeamts ist Harald Stampf.

### Wappen
|  | Das Wappen wurde der Gemeinde am 10. April 2005 verliehen. Blasonierung: „In Blau eine auf einem goldenen, mit drei blauen Wellenbalken belegten Berg stehende goldene Figur, die in der vorderen Hand eine nach unten gerichtete goldene Pflugschar und in der hinteren Hand einen aus dem Boden erwachsenden Baum hält.“ |

## Persönlichkeiten

### Söhne und Töchter der Gemeinde
- Joseph Behm (1815–1885), ungarndeutscher Kirchenmusiker und Komponist

### Mit der Gemeinde verbundene Persönlichkeiten
- Jan Rys (1931–1986), Schriftsteller, Hörspielautor, Lyriker, Maler, Übersetzer